# Love Metal
Love Metal (englisch für „Liebes-Metal“) ist das vierte Studioalbum der finnischen Rockband HIM. In Deutschland erschien es am 14. April 2003. Es wurden drei Singles mit Musikvideos ausgekoppelt (The Funeral of hearts, Buried alive by love und The Sacrament).

## Albumtitel
Der Albumtitel Love Metal bezeichnet nach eigener Aussage den Musikstil von HIM, der Liebeslyrik (Love) und harte, rockige Klänge (Metal) kombiniert.

## Albumcover
Wie schon bei den vorherigen Alben gestaltete Janne Uotila (im Booklet dieses Mal unter dem Pseudonym Natas Pop vermerkt) in Zusammenarbeit mit Valo das Cover. Das Farbkonzept ist gold-schwarz. Es ist das erste Studioalbum auf dem kein Foto mehr von Sänger Ville Valo auf dem Cover abgebildet ist (ausgenommen das ein Jahr später erschienenen Compilationalbum And Love Said No). Er sagte, dass er sich mit 26 Jahren zu alt dafür fühlt. Anstelle eines Fotos sieht man das Bandlogo Heartagram, das zum ersten Mal mit einem Kreis ergänzt wurde. Das Symbol ist golden und der Hintergrund schwarz mit schwarzen Ornamenten. Im Inneren des Booklets befinden sich gold-schwarze Fotos von jedem Bandmitglied und die Liedtexte sind in Valos Handschrift geschrieben.

## Entstehungsgeschichte
Nach dem Erfolg der beiden Vorgängeralben und damit verbundenen langen, zehrenden Touren, gönnte sich die Band für das Jahr 2002 eine kreative Auszeit, die nur gelegentlich für einen Festivalauftritt unterbrochen wurde. So konnte die Gruppe ausgiebig an einem Nachfolger zu Deep Shadows and Brilliant Highlights arbeiten. Schon im Vorfeld meinte Sänger Valo, dass nach dem ruhigen Vorgängeralbum, nun ein Album „für die Jungs“ entstehen solle, also mit wieder deutlich härteren, rockigeren Klängen. Aus diesem Grunde wurde als Produzent wieder Hiili Hiilesmaa verpflichtet, der der Gruppe schon bei deren erstem Album zur Seite stand. Zwei Lieder wurden in London gemixt, der Rest in den Scream Studios in Los Angeles unter Tim Palmer.

## Veröffentlichungen und Chartplatzierungen
Schließlich erschien das Album am 14. April 2003 in Deutschland, Finnland und dem Rest Europas. In den USA erschien die Platte offiziell erst am 1. Februar 2005. In Deutschland und Finnland gelangte das Album auf Platz 1 der Charts. Von den drei Singleauskopplungen (The Funeral of Hearts, Buried Alive By Love und The Sacrament) schaffte es nur das vorab erschienene The Funeral of Hearts in die Top Ten der deutschen Charts (Platz 3, in Finnland Platz 1).
Wieder erschien von dem Album, neben der Standard-Fassung, ein limitiertes Digipak. Das Lied Love’s Requiem ist nur in dieser Version zu finden.

## Infos zu den Videoclips
The Funeral of Hearts wurde im Januar 2003 im finnischen und norwegischen Teil von Lappland gefilmt. Sowohl Videoclip als auch das Lied erinnern, vom Stil her, an eine Sage. Im Video sieht man viele „Fabelwesen“ in der Landschaft, durch die die Band reist. Am Set war es, laut Regisseur, im norwegischen Teil (am See) ca. −25 bis −30 °C und im finnischen Teil bis zu −41 °C kalt, deshalb sehen die Gesichter der Bandmitglieder auch so weiß aus, es handelt sich dabei nicht um weiße Schminke. Regie führte der finnische Designer und Künstler Stefan Lindfors.
Bam Margera, der bei einem Europa-Besuch auf die Band aufmerksam wurde und Gefallen an deren Musik fand, suchte daraufhin den Kontakt zu dieser. So kam schließlich eine Zusammenarbeit zustande. Margera führte Regie bei den Musikvideos zu Buried Alive By Love, das in einem alten Lichtspielhaus (das LA Theatre) in Los Angeles und unter Mitwirkung der Schauspielerin Juliette Lewis entstand, sowie zu The Sacrament, das in einem Schloss in Tschechien (Schloss Ploskovice) und in Prag gedreht wurde.

## Infos zu einzelnen Songs
- Das Lied The Path schrieb Valo für den finnischen Film Honey Baby.[6]
- Love's Requiem spielten HIM zum ersten Mal im Dezember 2014 live.[7]
- Von The Path und Buried alive by love gibt es je eine Version mit alternativem Text.

## Sonstiges
Am 8. März 2003 spielten HIM ein Vorab-Konzert für die Presse und Fans auf der Großen Freiheit in Hamburg. Sie spielten alle Lieder des neuen Albums (Love’s Requiem ausgenommen), in der Reihenfolge des Albums.

## Titelliste
Die Stücke ohne weitere Angaben wurden von Ville Valo geschrieben.
1. Buried Alive By Love – 5:01
2. The Funeral of Hearts – 4:30
3. Beyond Redemption – 4:28
4. Sweet Pandemonium – 5:46
5. Soul On Fire – 4:02
6. The Sacrament – 4:32
7. This Fortress of Tears – 5:47
8. Circle of Fear – 5:27
9. Endless Dark – 5:36
10. The Path – 7:45

Bonustrack Digipak-Ausgabe:
1. Love's Requiem – 8:44